# Eupelmus atropurpureus
Eupelmus atropurpureus är en stekelart som beskrevs av Johan Wilhelm Dalman 1820. Eupelmus atropurpureus ingår i släktet Eupelmus och familjen hoppglanssteklar. Arten är reproducerande i Sverige. Inga underarter finns listade i Catalogue of Life.